# Tour Méditerranéen 2005
Il Tour Méditerranéen 2005, trentaduesima edizione della corsa valevole come prova del circuito UCI Europe Tour 2005 categoria 2.1, si svolse in 5 tappe dal 9 al 13 febbraio 2005 per un percorso totale di 553 km, con partenza da Sanremo e arrivo a Marsiglia. Fu vinto dal tedesco Jens Voigt del Team CSC, che si impose in 13 ore 52 minuti e 38 secondi, alla media di 39,84 km/h.
Partenza con 161 ciclisti, dei quali 119 conclusero il tour.

## Tappe
| Tappa  | Data        | Percorso                                       | km  | Vincitore di tappa | Leader cl. generale |
| ------ | ----------- | ---------------------------------------------- | --- | ------------------ | ------------------- |
| 1ª     | 9 febbraio  | Sanremo > Mentone                              | 130 | Jens Voigt         | Jens Voigt          |
| 2ª     | 10 febbraio | Villeneuve-Loubet > Bormes-les-Mimosas         | 131 | Philippe Gilbert   | Jens Voigt          |
| 3ª     | 11 febbraio | La Garde > Tolone-Monte Faron                  | 134 | Jens Voigt         | Jens Voigt          |
| 4ª     | 12 febbraio | Bouc-Bel-Air > Berre-l'Étang (cron. a squadre) | 36  | Team CSC           | Jens Voigt          |
| 5ª     | 13 febbraio | Cabriès > Marsiglia                            | 122 | Robert Hunter      | Jens Voigt          |
| Totale | Totale      | Totale                                         | 553 |                    |                     |

## Squadre e corridori partecipanti
| N.    | Cod. | Squadra               |
| ----- | ---- | --------------------- |
| 1-8   | CSC  | Team CSC              |
| 11-18 | FDJ  | Française des Jeux    |
| 21-28 | BTL  | Bouygues Télécom      |
| 31-38 | LIQ  | Liquigas-Bianchi      |
| 41-48 | GST  | Gerolsteiner          |
| 51-58 | COF  | Cofidis               |
| 61-68 | RAB  | Rabobank              |
| 71-78 | QST  | Quick Step-Innergetic |
| 81-88 | C.A  | Crédit Agricole       |
| 91-98 | FAS  | Fassa Bortolo         |

| N.      | Cod. | Squadra                         |
| ------- | ---- | ------------------------------- |
| 100-108 | SDM  | Domina Vacanze                  |
| 111-118 | PHO  | Phonak Hearing Systems          |
| 121-128 | ASA  | Acqua & Sapone-Adria Mobil      |
| 131-138 | NIC  | Navigators Insurance Cycling T. |
| 141-148 | A2R  | AG2R Prévoyance                 |
| 151-158 | MRB  | Mr Bookmaker.com-SportsTech     |
| 161-168 | RAG  | RAGT Semences                   |
| 171-178 | AGR  | Agritubel-Loudun                |
| 181-188 | MIE  | Miche                           |
| 191-198 | NSM  | Naturino-Sapore di Mare         |

## Dettagli delle tappe

### 1ª tappa
- 9 febbraio: Sanremo > Mentone – 130 km

Risultati
| Pos. | Corridore          | Squadra    | Tempo    |
| ---- | ------------------ | ---------- | -------- |
| 1    | Jens Voigt         | Team CSC   | 3h18'11" |
| 2    | Jean-Patrick Nazon | AG2R Prév. | a 17"    |
| 3    | Erik Dekker        | Rabobank   | s.t.     |

| Pos. | Corridore          | Squadra    | Tempo    |
| ---- | ------------------ | ---------- | -------- |
| 1    | Jens Voigt         | Team CSC   | 3h18'11" |
| 2    | Jean-Patrick Nazon | AG2R Prév. | a 27"    |
| 3    | Erik Dekker        | Rabobank   | s.t.     |

### 2ª tappa
- 10 febbraio: Villeneuve-Loubet > Bormes-les-Mimosas – 131 km

Risultati
| Pos. | Corridore        | Squadra         | Tempo    |
| ---- | ---------------- | --------------- | -------- |
| 1    | Philippe Gilbert | Franc. des Jeux | 3h10'45" |
| 2    | Fränk Schleck    | Team CSC        | s.t.     |
| 3    | Kim Kirchen      | Fassa Bortolo   | s.t.     |

| Pos. | Corridore        | Squadra         | Tempo    |
| ---- | ---------------- | --------------- | -------- |
| 1    | Jens Voigt       | Team CSC        | 6h28'46" |
| 2    | Philippe Gilbert | Franc. des Jeux | a 17"    |
| 3    | Fränk Schleck    | Team CSC        | a 21"    |

### 3ª tappa
- 11 febbraio: La Garde > Tolone-Monte Faron – 134 km

Risultati
| Pos. | Corridore         | Squadra  | Tempo    |
| ---- | ----------------- | -------- | -------- |
| 1    | Jens Voigt        | Team CSC | 3h38'49" |
| 2    | David Moncoutié   | Cofidis  | a 11"    |
| 3    | Franco Pellizotti | Liquigas | s.t.     |

| Pos. | Corridore         | Squadra  | Tempo     |
| ---- | ----------------- | -------- | --------- |
| 1    | Jens Voigt        | Team CSC | 10h07'25" |
| 2    | Franco Pellizotti | Liquigas | a 44"     |
| 3    | Fränk Schleck     | Team CSC | a 49"     |

### 4ª tappa
- 12 febbraio: Bouc-Bel-Air > Berre-l'Étang – Cronometro a squadre – 36 km

Risultati
| Pos. | Squadra          | Tempo  |
| ---- | ---------------- | ------ |
| 1    | Team CSC         | 39'51" |
| 2    | Liquigas-Bianchi | a 16"  |
| 3    | Rabobank         | s.t.   |

| Pos. | Corridore         | Squadra  | Tempo     |
| ---- | ----------------- | -------- | --------- |
| 1    | Jens Voigt        | Team CSC | 10h47'16" |
| 2    | Fränk Schleck     | Team CSC | a 49"     |
| 3    | Franco Pellizotti | Liquigas | a 1'00"   |

### 5ª tappa
- 13 febbraio: Cabriès > Marsiglia – 122 km

Risultati
| Pos. | Corridore     | Squadra       | Tempo    |
| ---- | ------------- | ------------- | -------- |
| 1    | Robert Hunter | Phonak        | 3h05'22" |
| 2    | Danilo Hondo  | Gerolsteiner  | s.t.     |
| 3    | Fabio Sacchi  | Fassa Bortolo | s.t.     |

| Pos. | Corridore         | Squadra  | Tempo     |
| ---- | ----------------- | -------- | --------- |
| 1    | Jens Voigt        | Team CSC | 13h52'38" |
| 2    | Fränk Schleck     | Team CSC | a 49"     |
| 3    | Franco Pellizotti | Liquigas | a 1'00"   |

## Evoluzione delle classifiche
| Tappa              | Vincitore          | Classifica generale | Classifica scalatori | Classifica a punti | Classifica giovani |
| ------------------ | ------------------ | ------------------- | -------------------- | ------------------ | ------------------ |
| 1ª                 | Jens Voigt         | Jens Voigt          | Roy Sentjens         | Jens Voigt         | Giairo Ermeti      |
| 2ª                 | Philippe Gilbert   | Jens Voigt          | Michaël Delage       | Jens Voigt         | Philippe Gilbert   |
| 3ª                 | Jens Voigt         | Jens Voigt          | Michaël Delage       | Jens Voigt         | Fränk Schleck      |
| 4ª                 | Team CSC           | Jens Voigt          | Michaël Delage       | Jens Voigt         | Fränk Schleck      |
| 5ª                 | Robert Hunter      | Jens Voigt          | Przemysław Niemiec   | Jens Voigt         | Fränk Schleck      |
| Classifiche finali | Classifiche finali | Jens Voigt          | Przemysław Niemiec   | Jens Voigt         | Fränk Schleck      |

## Classifiche finali

### Classifica generale
| Pos. | Corridore         | Squadra         | Tempo     |
| ---- | ----------------- | --------------- | --------- |
| 1    | Jens Voigt        | Team CSC        | 13h52'38" |
| 2    | Fränk Schleck     | Team CSC        | a 49"     |
| 3    | Franco Pellizotti | Liquigas        | a 1'00"   |
| 4    | Nicki Sørensen    | Team CSC        | a 1'34"   |
| 5    | Thomas Löfkvist   | Franc. des Jeux | a 2'02"   |
| 6    | Thomas Dekker     | Rabobank        | s.t.      |
| 7    | Joost Posthuma    | Rabobank        | a 2'26"   |
| 8    | Kim Kirchen       | Fassa Bortolo   | a 2'27"   |
| 9    | Bobby Julich      | Team CSC        | a 2'31"   |
| 10   | Laurent Brochard  | Bouygues Tél.   | a 2'45"   |

### Classifica a punti
| Pos. | Corridore         | Squadra         | Punti |
| ---- | ----------------- | --------------- | ----- |
| 1    | Jens Voigt        | Team CSC        | 62    |
| 2    | Fränk Schleck     | Team CSC        | 34    |
| 3    | Philippe Gilbert  | Franc. des Jeux | 29    |
| 4    | Franco Pellizotti | Liquigas        | 25    |
| 5    | Robert Hunter     | Phonak          | 25    |

### Classifica scalatori
| Pos. | Corridore          | Squadra         | Punti |
| ---- | ------------------ | --------------- | ----- |
| 1    | Przemysław Niemiec | Miche           | 25    |
| 2    | Mickaël Delage     | Franc. des Jeux | 22    |
| 3    | Kevin De Weert     | Quick Step      | 19    |
| 4    | Roy Sentjens       | Rabobank        | 16    |
| 5    | Janek Tombak       | Cofidis         | 10    |

### Classifica giovani
| Pos. | Corridore        | Squadra         | Tempo |
| ---- | ---------------- | --------------- | ----- |
| 1    | Fränk Schleck    | Team CSC        |       |
| 2    | Thomas Löfkvist  | Franc. des Jeux |       |
| 3    | Thomas Dekker    | Rabobank        |       |
| 4    | Joost Posthuma   | Rabobank        |       |
| 5    | Philippe Gilbert | Franc. des Jeux |       |